# Rachel Bråthén
Rakel Bråthén (engelska: Rachel Brathen), född 5 oktober 1988, är en svensk yogalärare, författare och influencer. Hon har skrivit boken Yoga girl som utkom i november 2014 och blev en New York Times-bästsäljare och biografin To love and let go 2019.

## Biografi
Bråthen växte upp i Uppsala och Stockholm. Efter en stundtals stormig uppväxt och ungdom skickades hon på retreat av sin mor och upptäckte meditation och yoga. Sen flyttade hon med vänner till Costa Rica och flyttade sedan till Aruba. Sedan 2021 är hon bosatt i Sverige med sin familj. Hon talar fyra språk: svenska, engelska, spanska och papiamento (som talas på Aruba).
Boken Yoga Girl blev 2015 en New York Times-bästsäljare och har även översatts till norska, tyska, franska, nederländska, finska och polska.
"Yoga Girl" är även namnet på hennes Instagramkonto (skapat 2012), via vilket hon blev känd och som hade två miljoner följare i februari 2020. Bråthén grundade yogastudion Island Yoga Aruba och wellnessplattformen oneOeight samt icke vinstgivande 109 World. 2017 hamnade hon på Forbes lista över viktiga influencers i fitnesskategorin. Hon lanserade podcasten "Conversations from the heart" i mars 2017.
I början framhöll hon framför allt positivitet och att hitta sin styrka och fick med det snabbt många följare, men senare har hon öppnat upp och talat om sina egna problem och hur hon mått i olika perioder samt även givit uttryck för en del politiska åsikter.

### Familj
Bråthén är gift och har en dotter och en son.